# فوئنتبوربا
فوئنتبوربا (به اسپانیایی: Fuentebureba) یک شهرستان در اسپانیا است.